# Blaise Cendrars
Frédéric Louis Sauser (n. 1 septembrie 1887 – d. 21 ianuarie, 1961), cunoscut sub pseudonimul Blaise Cendrars a fost un poet și prozator francez de origine elvețiană.
Scrierile sale, de un colorit exotic, promovează libertatea inspirației și inaugurează reportajul liric.

## Opera
- 1912: Paștele la New York ("Les Pâques à New York");
- 1913: Proza Transsiberianului ("La prose du Transsibérien");
- 1925: Aurul ("L'or");
- 1926: Moravagine ("Moravagine");
- 1929: Confesiunile lui Dan Yack ("Les confessions de Dan Yack");
- 1945: Omul trăznit ("L'Homme foudroyé");
- 1946: Mâna tăiată ("La Main coupée").